# Zelená mešita (İznik)
Zelená mešita v İzniku (turecky: Yeşil Camii) je historická mešita v tureckém městě İznik.

## Mešita
Mešita Yeşil, jeden z raných příkladů osmanské architektury, byla postavena na příkaz velkovezíra Çandarlı Kara Halil Hayreddin Paši, který sloužil za vlády sultána Murada I. Později ji dokončil jeho syn Ali Paša. Nápisy v mešitě datují stavbu do let 780-794 po Hidžře (1378-91 podle gregoriánského kalendáře). Jméno architekta bylo Haci bin Musa.
Mešita se nachází v blízkosti brány Lefke na východním okraji města. Má portikus a samostatnou modlitebnu s malým dómem o průměru 10,5 metru a výškou 17,5 metru. Budova má čtyři okna. Dolní část stěn interiéru je obložena šedými mramorovými deskami. Mešita má samostatný minaret na severovýchodním rohu budovy, zdobený zelenými, žlutými, tyrkysovými a tmavě fialovými terakotovými dlaždicemi. Barevné dlaždice minaretu daly mešitě jméno Yeşil (turecky "zelená").
Tato mešita, zničená v roce 1922 řeckou armádou během turecké války za nezávislost, byla obnovena v letech 1956 až 1969.